# Amanda Sebestyen
Amanda Sebestyen, född 1946, är en brittisk feminist.
Sebestyen anslöt sig till kvinnorörelsen 1969 och tillhörde radikalfeminismen. Hon tillhörde 1977–1980 det kollektiv som utgav tidningen Spare Rib. Hon medverkade i organiserandet av konferenser, skrev för publikationer som Shrew och Catcall samt var medredaktör för No Turning Back (1981), en antologi med texter från den brittiska kvinnorörelsen i slutet av 1970-talet.